# 陳張敏
陳張敏（Chan Cheung Man，1986年9月3日—），生於香港，香港籃球運動員，司職大前鋒，現時效力香港甲二籃球聯賽球隊愉園。

## 籃球生涯
陳張敏生於香港，於2005年在亞青籃球錦標賽表現出色，獲邀為亞洲區籃球無疆界的51名營友，到2007年轉會班霸南華，但往往只獲派落場擔任防守搶截，剷籃和射球等進攻就被禁止。
直到2013年球季，陳張敏的射術終獲肯定，於場內被解封獲批參與進攻，更起極大作用，在同年7月9日的總決賽協助南華以76–52擊敗飛鷹，並以總場數3–0成功衞冕聯賽總冠軍，聯同工商盃及高級組銀牌冠軍成為本地籃壇三冠王，而陳張敏雖然五犯離場，但因在三場總決賽的出色表現，首度榮膺總決賽最有價值球員。
2023年陳張敏褪下球衣。
2024年球季，陳張敏復出加盟甲二球隊愉園。

## 演藝生涯
2009年，陳張敏以藝名陳浩明作雙線發展與哥哥陳致宗（原名陳紫翔），曾俊峰(原名曾健忠)和盧浩昕（原名盧昕傑）組成四人男子組合「4anda(son)」，進軍娛樂圈，以成員皆為運動健將作賣點，四子由小玩到大，又齊齊考入香港理工大學，最終一同被經理人賞識加入樂壇，而陳張敏更被當時的報紙雜誌稱為貌似林峯的新人，但陳張敏在娛樂圈發展沒有像林峯般成功，直到2011年，其中一名成員盧浩昕因被揭發裸照恐嚇醜聞案而令組合解散，陳張敏亦決心離開娛樂圈回歸籃球，現時正職為室內設計項目經理。

## 演出

### 電視節目（ViuTV）
- 2025年：《大力情人》參加者
- 2025年：《Chat KP》第15、16集「趣友」

## 外部連結
- 陳張敏在fiba.basketball（英语）
- 陳張敏在archive.fiba.com（archived）（英语）
- 陳張敏在Eurobasket.com（球員）（英语）
- 陳張敏在RealGM（英语）